# Mrčna sela
Mrčna sela – wieś w Słowenii, w gminie Krško. W 2018 roku liczyła 173 mieszkańców.